# Lou Reed
Lewis Allan „Lou“ Reed (2. března 1942, Brooklyn – 27. října 2013, East Hampton) byl americký rockový zpěvák, kytarista, multiinstrumentalista, hudební skladatel, producent, fotograf a příležitostný herec. Nejvíce je znám jako zakládající člen a hlavní textař skupiny The Velvet Underground, později také svoji sólovou kariérou, která trvala několik desetiletí. I když Velvet Underground nezaznamenali komerční úspěch v době své existence, skupina je dodnes označována jako jedna z nejvlivnějších skupin vůbec. V žebříčku 100 největších umělců všech dob časopisu Rolling Stone se skupina umístila na 19. místě. Reed spoluvytvářel základy rocku, do kterého pomohl vnést intelektuálnější myšlenky. Reedovy texty byly často o tématech, která byla tabu, jako sadomasochismus („Venus in Furs“), transvestitismus („Sister Ray“), prostituce („There She Goes Again“) nebo narkomanie („I'm Waiting for the Man“, „White Light/White Heat“, „Heroin“).
Po svém odchodu ze skupiny se v roce 1971 vydal na sólovou dráhu, v následujícím roce vydal skladbu „Walk on the Wild Side“, která se stala hitem. Umístila se na šestnácté příčce v žebříčku Billboard 200 a na desáté příčce v UK Singles Chart. Na B-straně singlu vyšla skladba „Perfect Day“. Reed byl frustrovaný ze špatné kritiky svých alb a v roce 1975 vydal experimentální Metal Machine Music, dvojalbum sestrojené pomocí smyček a zpětné vazby. Album by mohlo kandidovat na cenu „nejhorší LP všech dob“. V žebříčku 100 nejlepších kytaristů všech dob časopisu Rolling Stone se v roce 2003 umístil na 52. příčce, ve stejném žebříčku z roku 2011 na 81. příčce. V žebříčku 100 nejlepších zpěváků všech dob od téhož časopisu se umístil na 62. místě. Reed prožil téměř celý život v New Yorku a jeho hudba je New Yorkem a jeho podsvětím do značné míry inspirována. V roce 2015 byl Lou Reed uveden in memoriam do Rock and Roll Hall of Fame.

## Mládí

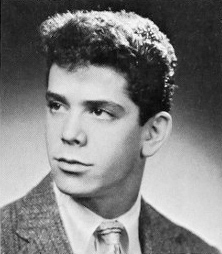
Lou Reed během studií, 1959

Lewis Allan Reed se narodil dne 2. března 1942 v nemocnici Beth El v newyorském obvodu Brooklyn. Byl prvorozeným synem ženy v domácnosti Toby a účetního Sidneyho Reeda. Pět let po narození Lewise se jim narodila dcera Elizabeth. Rodiče měli představu, že se jejich syn stane buď lékařem (matka) nebo převezme rodinnou firmu (otec). Rané dětství Reed prožil s rodiči v Brooklynu a v roce 1953 se rodina přestěhovala do Freeportu na Long Islandu. Se vzděláním začal na Atkinsonově základní škole a po později navštěvoval freeportskou střední školu. Hudbě se věnoval již od dětství; ještě v Brooklynu totiž dostal první lekce hry na klavír, nicméně později zůstal pouze u sbírání rock'N'rollových singlů. Pod vlivem rock'n'rollu také chtěl začít hrát na kytaru a od rodičů tak dostal Gretch Country Gentleman.
Během středoškolských studií se Reed začal věnovat psaní poezie a vedle toho také hrál v místním basketballovém týmu. Hlavním zájem pro něj však byla hudba. Svou první skupinu nazvanou The Shades založil ve svých patnácti letech; tu objevil hledač talentů Bob Shad, který skupině zajistil nahrání singlu. Skupina tedy nahrála písně „Leave Her For Me“ a „So Blue“, které vyšly jako singl (skupina si změnila název na The Jades, neboť pod původním názvem existovala jiná kapela). Brzy poté podal Reed přihlášku na Syracuse University, kam ale nakonec nenastoupil a začal docházet na New York University. V době studií nechali rodiče Reeda kvůli jeho nezkrotnosti, vzpurnosti a homosexuálnímu chování léčit na psychiatrii elektrokonvulzivní terapií. Tento zážitek zpracoval ve své temné skladbě „Kill Your Sons“ („Zabijte své syny“) z roku 1974. V jednom interview Reed o této zkušenosti řekl:
„Strčí ti takové něco do krku, aby sis nespolkl jazyk a nasadí ti elektrody na hlavu. Tohle se doporučovalo v Rockland County na zahánění homosexuálních pocitů. Efekt je ten, že ztratíš paměť a stane se z tebe jen tak na nic vegetující bytost. Nemůžeš si přečíst knížku, protože se dostaneš na stránku sedmnáct a musíš se hned zase vrátit na stránku jedna.“
Na podzim roku 1960 ukončil studia na Newyorské universitě a zahájil semestr na Syracuse University. Zde se věnoval studiu hudby, literatury, ale i filosofie. Na této škole také pracoval jako moderátor universitního rozhlasu, ale nakonec byl funkce zbaven kvůli hudebníkům, které ve svých pořadech představoval. Během docházky na Syracuskou universitu Reed začal experimentovat s různými drogami: vedle marihuany to bylo například také LSD; výsledky však ve škole příliš dobré neměl. Na podzim 1962 na universitu přišel učit básník Delmore Schwartz, jehož tvorba udělala na Reeda dojem, a mezi dvojicí vznikl přátelský vztah. Vedle činnost na literárním poli pokračoval Reed během universitních dní také v hudební činnosti: nyní ne v rock'n'rollu, ale ve folkovém žánru. V místní nepojmenované folkové skupině hrál na kytaru a harmoniku; později se svým přítelem Allenem Hymanem založil skupinu L.A. and the Eldorados. Mimo rockové a folkové hudby jej v té době zajímal také free jazz a do značné míry jej ovlivnili hudebníci jako Ornette Coleman.
Během studia na Syracuské universitě Reed potkal dalšího z lidí, kteří se zajímali o hudbu: byli to Sterling Morrison, s nímž v pozdějších letech spolupracoval. Studium Reed dokončil promocí v létě 1964 a následně se neúspěšně pokoušel o práci novináře. Když se vrátil ke svým rodičům na Long Island, přišel mu povolávací dopis do armády. Tomu se nakonec vyhnul díky onemocnění hepatitidou a dalším důvodem bylo jeho psychiatrické léčení. Zanedlouho se tak Reed stal zaměstnancem malého hudebního vydavatelství Pickwick Records, kde pracoval jako autor písní.
Roku 1964 vydal singl „The Ostrich“. Reedův zaměstnavatel měl pocit, že skladba má hitový potenciál, tak zařídil pro skupinu nahrávací smlouvu. Skupina, která skladbu nahrála se jmenovala The Primitives. Později se ke skupině přidal John Cale, který se krátce před tím přestěhoval do New Yorku z Británie a hrál zde se skladatelem La Monte Youngem. Partnerství Reeda a Calea se začalo tímto momentem vyvíjet.

## Kariéra

### The Velvet Underground
Reed a Cale žili na Lower East Side a společně založili novou skupinu s názvem The Velvet Underground. K doplnění sestavy skupiny se přidal ještě kytarista Sterling Morrison a bubeník Angus MacLise, který odešel v listopadu 1965 a byl nahrazen bubenicí Maureen Tucker. Tato sestava vydržela až do roku 1968. Skupina je označována jako jedna z nejvlivnějších v rockové historii.
Skupina brzy upoutala pozornost pop artového umělce Andyho Warhola. Warhol skupinu použil jako součást svého představení Exploding Plastic Inevitable a též inspiroval Reeda k několika skladbám. Warhol začal dělat skupině manažera, později chtěl ke skupině připojit německou zpěvačku a herečku Nico. Reed ale s přijetím zpěvačky do skupiny nesouhlasil, nakonec však Warholovým nátlakům podlehl, ale Nico se nikdy nestala členkou skupiny, pouze její doprovodnou zpěvačkou. I přes počáteční odpor napsal Reed pro Nico několik písní. Album The Velvet Underground and Nico dosáhlo 171. pozice v žebříčku Billboard 200. V současné době je však album považováno za jedno z nejlepších v rockové historii – v žebříčku nejlepších alb všech dob časopisu Rolling Stone se umístilo na 13. místě. Hudební teoretik Brian Eno prohlásil, že si toto album v době jeho vydání koupilo jen malé množství lidí, ale skoro každý z nich pak založil vlastní skupinu. Krátce po vydání alba se skupina pustila do nahrávání prvního sólového alba zpěvačky Nico, album vyšlo v říjnu 1967 a dostalo název Chelsea Girl. Na albu se podílel Jackson Browne a všichni členové VU mimo Maureen Tucker, album produkoval Tom Wilson.
V době, kdy skupina nahrávala své druhé album White Light/White Heat, Nico skupinu opustila. Warhol byl též vyhozen a nahradil ho Steve Sesnick. Po vydání alba Reed ze skupiny vyhodil Calea. Reedově taktice Morrison a Tucker nerozuměli. Calea nahradil Doug Yule. Po Caleově odchodu se skupina přestala orientovat na experimenty a začal hrát spíše líbivou hudbu. V této sestavě skupina vydala dvě alba, The Velvet Underground (1969) a Loaded (1970). Druhé jmenované obsahovalo dvě nejúspěšnější písně skupiny, „Rock & Roll“ a „Sweet Jane“ a v žebříčku pěti set nejlepších alb všech dob časopisu Rolling Stone se umístilo na 109. místě. Reed ze skupiny odchází v srpnu 1970, Morrison ji opustil v roce 1971 a Tucker v roce 1972. Yule ve skupině hrál až do roku 1973, kdy vydal její poslední album Squeeze. Album vyšlo pod názvem The Velvet Underground, ale nehrál na něm nikdo z původní sestavy skupiny.
Poté, co skupina podepsala smlouvu s dceřinou společností Atlantic Records Cotillion Records, se jejich manažer snažil přinutit Reeda k psaní jednodušších textů, aby měly komerční úspěch. Album Loaded se nahrávalo podstatně déle než předchozí tři alba. Reed se po opuštění skupiny přestěhoval ke svým rodičům na Long Island.

### Sólová kariéra

#### Sedmdesátá léta

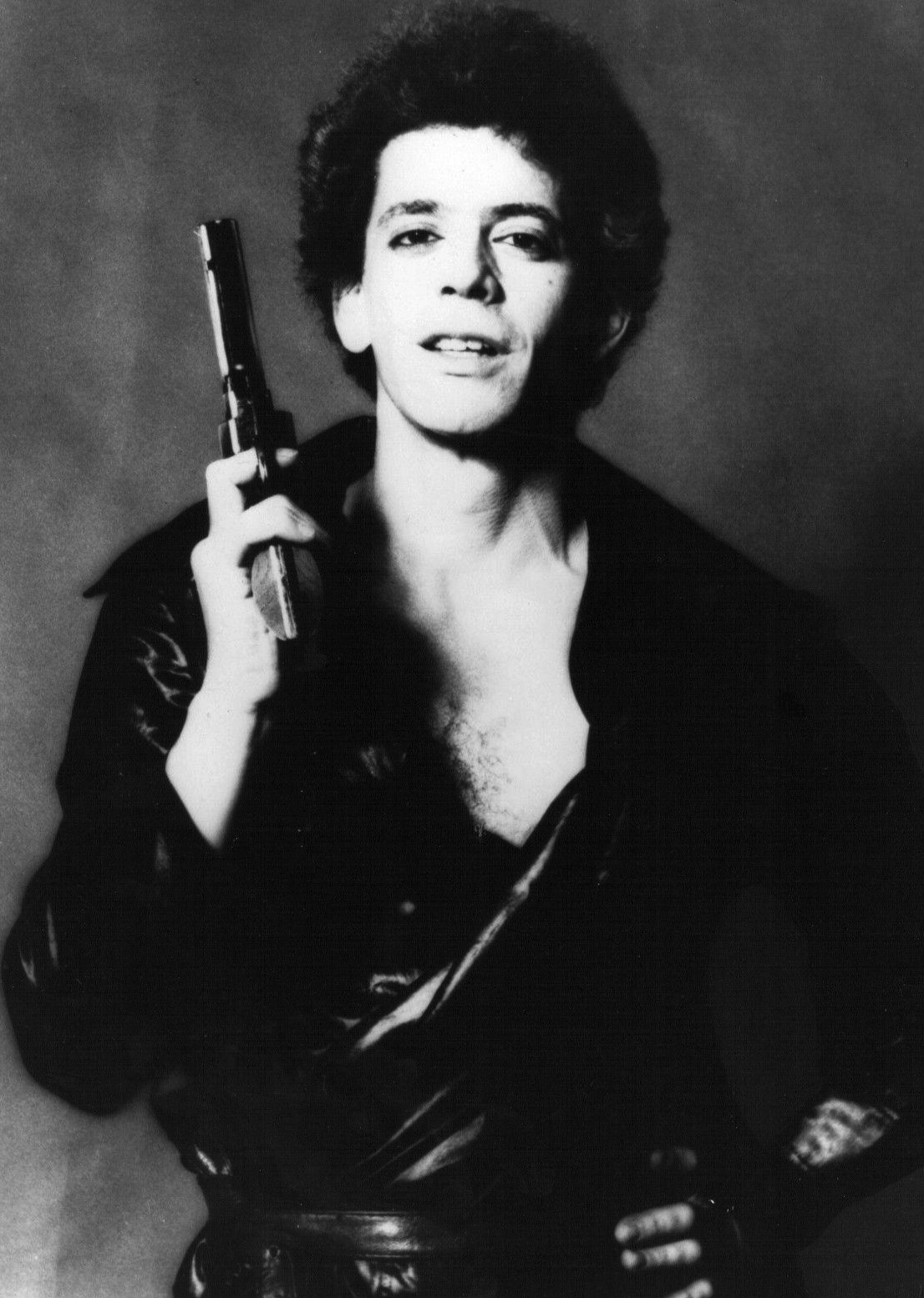
Lou Reed v roce 1977

Už v roce 1971 podepisuje Lou Reed smlouvu s RCA a stěhuje se do Británie, kde společně s dalším newyorským autorem Richardem Robinsonem připravoval svoji první sólovou desku. Ta byla nakonec pojmenována jednoduše Lou Reed. Hudebně byla velmi dobrá, ale trpěla „nenápaditou studiovou produkcí“, a to i přesto, že na ní hráli muzikanti z kapely Yes a z tehdejší doprovodné skupiny Eltona Johna.
Zásadní obrat nastal po tom, co se Lou Reeda produkčně ujal David Bowie. Z jejich spolupráce vzniklo album Transformer, které sklidilo příznivé kritiky a také se velmi dobře prodávalo. V žebříčku pěti set nejlepších alb všech dob amerického hudebního časopisu Rolling Stone se umístilo na 194. místě. Z této desky je jeho první hit „Walk on the Wild Side“ a také píseň „Perfect Day“. Reed v této době vystupoval s namalovanýma očima a provokativními písněmi, které ale ztratily ostrou pichlavost jeho textů z dob Velvet Underground. Někteří kritici ho začali obviňovat z komerční podlézavosti.
Následovalo album Berlin, které bylo jakýmsi pokusem oživit ducha Velvet Underground. V žebříčku nejlepších alb všech dob amerického hudebního časopisu Rolling Stone se umístilo na 344. místě. Texty jsou o páru narkomanů z Berlína a propírají témata jako domácí násilí, cizoložství, užívání drog, prostituci nebo sebevraždy. V aranžích jsou často slyšet dechy a celé album vyznívá dost depresivně. Většího komerčního úspěchu se proto nedočkalo.
Následovalo album Sally Can't Dance, které se jako první Lou Reedovo album dostalo do první desítky americké albové hitparády, a to i přesto, že nijak neoplývá nápady a ve srovnání s předchozími alby je spíše podprůměrné. Následovala série několika dalších alb, které byly kritikou označeny jako podprůměrné. Celá série „vyvrcholila“ albem Metal Machine Music, které by mohlo klidně kandidovat na cenu „nejhorší LP všech dob“. Celé se skládá jen z kytarových smyček a vazeb a magnetofonového šumu. Sám Lou Reed o něm v jednom rozhovoru prohlásil: „Tenkrát jsem byl přesvědčený, že to bude fungovat. Musel jsem být opravdu hodně mimo“.
V roce 1976 hrál na kytaru a klavír na albu Wild Angel Nelsona Slatera, byl též producentem alba. V tomtéž roce vydal další sólové album Coney Island Baby, které s předchozím albem ostře kontrastovalo. Album se dostalo na 41. příčku žebříčku Billboard 200. Texty jsou opět o lidech z newyorského podsvětí, tentokrát je hlavní postavou transvestita Rachel, který je v bookletu označen jako Coney Island Baby. Po této desce následovalo několik nevýrazných alb jako Street Hassle, The Bells či Growing Up in Public. Poslední zmiňované album předznamenalo Reedovo nakročení k lidštější povaze textů i hudby. Po dlouhé době se zde vrací k problematice rodiny. Album tvoří jakýsi předěl k famóznímu The Blue Mask. Skladby jako „Growing up in Public“ nebo „The Power of Positive Drinking“ navrací Reeda k chytlavosti a sugestivnosti, kterou nevládl od alba Berlin. V roce 1978 zpíval na albu Urban Desire zpěvačky Genyi Ravan.

#### Osmdesátá léta

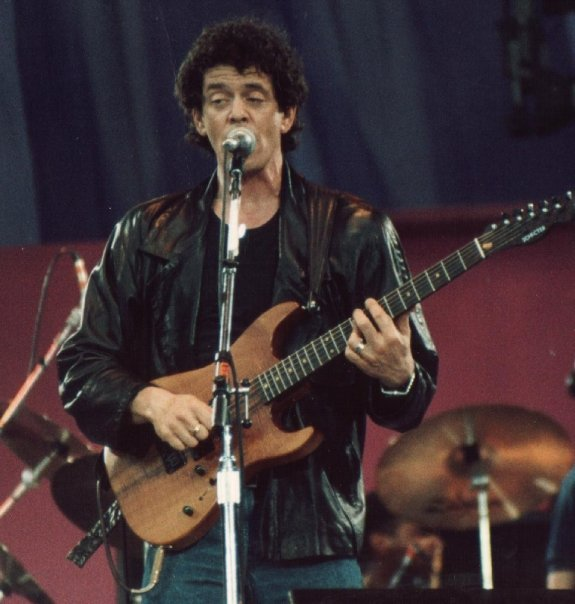
Reed při vystoupení během benefičního koncertu pro A Conspiracy of Hope na Giants Stadium v East Rutherfordu, New Jersey, 1986

V roce 1980 se Lou Reed oženil s britskou módní návrhářkou Sylvií Morales. V roce 1994 se rozvedli. Morales inspirovala Reeda při psaní několika skladeb, zejména „Think It Over“ z alba Growing Up in Public (1980) a „Heavenly Arms“ The Blue Mask (1982). Po albech Legendary Hearts (1983) a New Sensations (1984) se začal více ukazovat jako běžný člověk, což bylo způsobeno hlavně úspěchem posledních dvou alb. V roce 1981 napsal texty k albu Music from The Elder heavy metalové skupiny Kiss, jedná se o art rockové album, jediné za kariéru Kiss, které obsahuje tento žánr. Ve stejném roce se podílel na šestém albu Garlanda Jeffreyse, album se jmenuje Escape Artist.
Počátkem osmdesátých let Reed požádal Roberta Quinea, aby se připojil k jeho skupině. Quine hrál na kytaru na albech The Blue Mask (1982) a Legendary Hearts (1983). První z jmenovaných, The Blue Mask, je označováno jako jedno z nejlepších v celé Reedově kariéře. Dva kytaristé se střídali v hraní sól i rytmiky. Robert Quine nakonec skupinu opustil kvůli napětí mezi ním a Reedem. Později ho však Reed přesvědčil ještě k jednomu světovému turné. Quine i přes odpor k cestování z finančních důvodů souhlasil. Quine svoji hudební spolupráci s Reedem ukončil v roce 1985. Dne 2. září 1985 Reed vystoupil na prvním ročníku festivalu Farm Aid v Champaign ve státě Illinois. V roce 1986 se stal členem hnutí Amnesty International a absolvoval turné A Conspiracy of Hope Tour. V roce 1988 hrál na kytaru na albu Boom Boom Chi Boom Boom skupiny Tom Tom Club. V té době hrál také na albu Nothing But the Truth Rubéna Bladese. V roce 1989 Reed vydal album New York. Ve stejném zpíval ve skladbě „This Is Your Land“ z alba Street Fighting Years skupiny Simple Minds. Zpíval také na albu Yo Frankie zpěváka jménem Dion. V roce 1989 hrál na kytaru ve dvou písních z druhého alba Maureen Tucker Life in Exile After Abdication.
Po smrti Andyho Warhola se koncem roku 1989 Reed spojil s Johnem Calem a nahráli spolu biografické album Songs for Drella. Album dostalo název podle jedné z Warholových přezdívek. Album popisuje Reedův vztah k Warholovi, kritizuje lékaře, kteří ho nechali zemřít i jeho potenciální vražedkyni Valerii Solanas. Album bylo nahráno za pomoci kytary, klavíru a violy, doplněné zpěvem.

#### Devadesátá léta
V roce 1990 se dávají po dvacetileté odmlce opět dohromady Velvet Underground, bylo to však jen pro jeden benefiční koncert ve Francii. V roce 1991 zahrál spolu s celou sestavou skupiny Velvet Underground na sólovém albu Maureen Tucker I Spent a Week There the Other Night. V roce 1992 vydává Reed své šestnácté sólové album s názvem Magic and Loss; album bylo inspirováno smrtí jeho dvou blízkých přátel na rakovinu a pojednává o úmrtnosti. Ve stejném roce zpívá Reed doprovodné vokály na albu I Still Believe in You Vince Gilla. V roce 1993 se dávají dohromady Velvet Underground v klasické sestavě a při turné projedou celou Evropu, přičemž jedna ze zastávek byla i v Praze. Bylo naplánováno i severoamerické turné, které bylo však zrušeno kvůli hádkám Reeda s Calem. V roce 1994 se Reed podílel na koncertním albu A Celebration: The Music of Pete Townshend and The Who (nebo také Daltrey Sings Townshend). Album bylo nahráno při dvou koncertech v newyorské Carnegie Hall; koncerty organizoval Roger Daltrey a konaly se u příležitosti jeho padesátých narozenin. V roce 1994 vyšel záznam z koncertu pod názvem Celebration: The Music of the Who na CD a video na VHS, v roce 1998 pak DVD. Reed zde zahrál upravenou skladbu „Now And Then“ z alba Psychoderelict. V roce 1994 Reed zahrál kytarová sóla v písních „Point of No Return“ a „Long Way Back Again“ z alba A Date with The Smithereens skupiny The Smithereens. V následujícím roce hrál na kytaru na albu Greetings from the Gutter Davea Stewarta.
V roce 1996 byli Velvet Underground uvedeni do Rock and Roll Hall of Fame. Při vyhlašovacím ceremoniálu zahráli společně Reed, Cale a Maureen Tucker skladbu „Last Night I Said Goodbye to My Friend“. Skladbu věnovali Sterlingu Morrisonovi, který zemřel v srpnu předchozího roku. Reed byl coby samostatný umělec dvakrát nominován na vstup do Rock and Roll Hall of Fame (2000 a 2001), ale ani jednou neuspěl. V roce 1996 vydal další album Set the Twilight Reeling. Ve stejném roce se podílel na hudbě k představení Time Rocker.
V roce 1997 nahrává koncertní album Perfect Night: Live in London, jež vyšlo následující rok. V roce 1998 natočila televize PBS American Masters dokument Timothy Greenfield-Sanderse s názvem Lou Reed: Rock and Roll Heart. Film měl premiéru na Sundance Film Festivalu v USA a Berlin Film Festival v Německu. Byl vysílán na více než padesáti festivalech po celém světě. V říjnu 1998 hrál na kytaru na albu Music for Children Johna Zorna. V roce 1999 získal film a Reed jako hlavní předmět filmu ocenění Grammy Award za nejlepší dlouhou formu hudebního videa.
Koncem devadesátých let se spřátelil s multimediální umělkyní a hudebnicí Laurie Anderson, spolupracovali spolu na několika albech. Vzali se spolu 12. dubna 2008.

#### 2000–2004

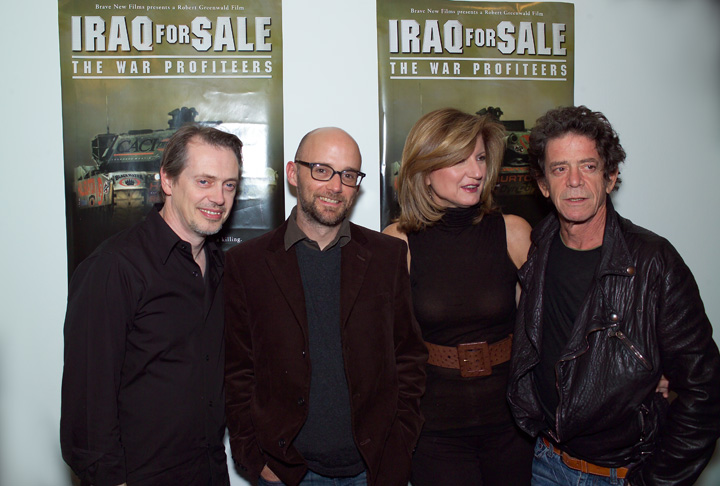
Nalevo Steve Buscemi a Moby, vpravo pak Lou Reed

V květnu 2000 Reed zahrál před vystoupení papeže Jana Pavla II. na Great Jubilee Concert v Římě. V roce 2000 spolupracoval s režisérem Robertem Wilsonem na představení Poe-Try, které bylo představeno v Thalia Theater v Hamburku. Stejně jako jeho předchozí spolupráce Time Rocker byla i Poe-Try inspirována tvorbou z 19. století Edgara Allana Poe. V dubnu 2000 vyšlo album Ecstasy. Ve stejném roce hraje na kytaru a zpívá na albu You Can't Relive the Past Erica Andersena. V srpnu 2002 vyšlo album Hitting the Ground Gordona Gana, ve skladbě „Catch 'Em In the Act“ hraje na kytaru a zpívá Lou Reed, ve skladbě „Don't Pretend“ hraje na klavír a zpívá John Cale. Téhož roku zpívá doprovodné vokály na albu No Regrets Jamie Richardse. V roce 2003 vyšlo dvojalbum s názvem The Raven založené na Poe-Try. Mimo Reeda a jeho doprovodné skupiny zde zahrálo i několik hostů, mezi které patří kupříkladu zpěváci David Bowie, Laurie Anderson, Kate and Anna McGarrigle, The Blind Boys of Alabama, Antony Hegarty, saxofonista Ornette Coleman a herci Elizabeth Ashley, Christopher Walken, Steve Buscemi, Willem Dafoe, Amanda Plummer, Fisher Stevens a Kate Valk. Album se skládalo z písní napsaných Reedem i přepracovaných textů E. A. Poea. Později vyšla i jednodisková verze alba zaměřená spíše na hudbu. Několik měsíců po vydání alba The Raven vychází kompilace NYC Man (The Ultimate Collection 1967–2003), která obsahuje mimo dříve vydaných skladeb i do té doby nevydanou verzi skladby „Who am I“. Všechny skladby byly digitálně remasterovány a jejich zvuk byl doladěn pod dohledem Lou Reeda.
V dubnu 2003 Reed rozjel nové světové turné. Při mnoha koncertech jeho doprovodnou skupinu doplnila cellistka Jane Scarpantoni a zpěvák Antony Hegarty. V roce 2004 vyšel záznam z koncertu v The Wiltern v Los Angeles na albu Animal Serenade. V roce 2003 vydal Lou Reed svou první knihu s fotografiemi s názvem Emotions in Action, ve stejném roce vydalo vydavatelství Wampus Multimedia tribute album After Hours: a Tribute to the Music of Lou Reed. V roce 2003 byl oceněn cenou Independent Music Awards. V srpnu 2004 vyšel remix jeho písně „Satellite of Love“ (pojmenováno „Satellite of Love '04“) od Groovefindera.

#### 2005–2009

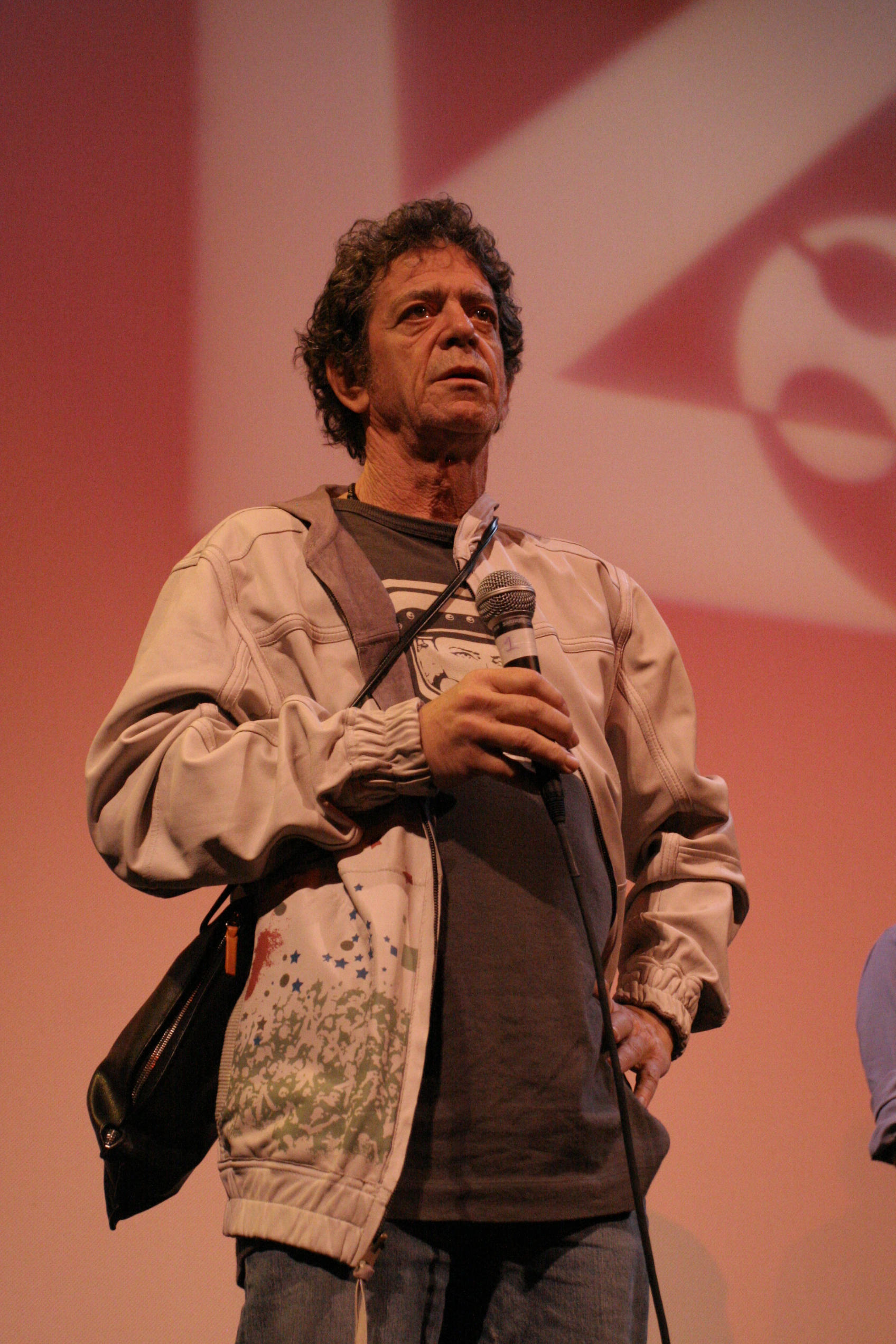
Lou Reed v roce 2008

V roce 2005 se podílel mluveným slovem na skladbě „Black Building“ z alba No Balance Palace dánské rockové skupiny Kashmir. Ve stejném roce hrál na kytaru a zpíval ve skladbě „Fistful of Love“ z alba I Am a Bird Now skupiny Antony and the Johnsons. V lednu 2006 vyšla jeho druhá kniha fotografií s názvem Lou Reed's New York. Na 2006 MTV Video Music Awards Reed zahrál skladbu „White Light/White Heat“ za doprovodu skupiny The Raconteurs. Později v noci při představování ceny za Nejlepší rockové video spolu se zpěvačkou Pink pravděpodobně zcela improvizovaně zvolal, že MTV by měla hrát více rock and roll. V dubnu 2006 hraje jako host na sólovém albu Fernanda Saunderse I Will Break Your Fall. V červenci 2006 hrál na kytaru ve skladbě „The Mighty Quinn“ z alba Intersections 1985–2005 Bruce Hornsbyho.
V září 2006 hrál na albu A Portrait of Howard Howarda Tatea, o měsíc později se pak Reed podílel na tribute koncertu pro Leonarda Cohena. Koncert, jenž pořádal Hal Willner, dostal jméno „Came So Far For Beauty“ a konal se v Dublinu. Zahráli na něm Laurie Anderson, Nick Cave, Jarvis Cocker, Beth Orton a další. V prosinci 2006 hrál Reed v brooklynském klubu St. Ann's Warehouse první sérii koncertů založených na písních z alba Berlin (1973). Na jevišti se objevil i kytarista Steve Hunter, který hrál i na původním albu. Na koncertu se výrazně podílel i Bob Ezrin, který spolu s Halem Willnerem Berlin produkoval. Scénu designoval malíř Julian Schnabel. V roce 2008 vyšel záznam z tohoto koncertu jako film Berlin: Live at St. Ann's Warehouse. Tento koncert se opakoval na Sydney Festivalu v lednu 2007 a po celé Evropě během června a července 2007.
V dubnu 2007 vydal Lou Reed Hudson River Wind Meditations, své první album z ambientní meditační hudby. Album vyšlo u vydavatelství Sounds True a skládá se ze čtyř skladeb. Lou Reed jej složil, aby při něm mohl cvičit tchaj-ťi. V květnu 2007 se Reed podílel na promítání němého filmu The Brand Upon the Brain Guye Maddina, v červnu pak zahrál na Traffic Festivalu v italském Turíně. Ten trval pět dní, organizovalo jej město a byl zdarma. V srpnu 2007 Reed nahrával ve studiu skladbu „Tranquilize“ se skupinou The Killers; jednalo se o duet se zpěvákem skupiny Brandonem Flowersem. Během stejného měsíce též hrál na kytaru ve skladbě „Threadbare Funeral“ skupiny Lucibel Crater z alba The Family Album. V říjnu 2008 vyšlo album Recitement Stephena Emmera, na němž se podílel i Lou Reed.
2. a 3. října 2008 v REDCAT v Los Angeles představil Reed svou novou skupinu Metal Machine Trio. Koncerty později vyšly na koncertním albu pod názvem The Creation of the Universe. Skupina se skládá z Reeda, Ulricha Kriegera (saxofon) a Sarth Calhouna (elektronické efekty). Trio hrálo experimentální improvizovanou hudbu inspirovanou Reedovým albem Metal Machine Music (1975). 30. října 2009 zahrál na výročním koncertu Rock and Roll Hall of Fame v Madison Square Garden skladby „Sweet Jane“ a „White Light/White Heat“; jako doprovodná skupina zde hráli členové skupiny Metallica. Svůj hlas také propůjčil animovanému filmu Arthur and the Revenge of Maltazard (2009) a zahrál si sám sebe ve filmu Přestřelka v Palermu režiséra Wima Wenderse.
V roce 2009 se stal aktivním členem Jazz Foundation of America (JFA). V květnu 2009 hrál na benefičním koncertu „A Great Night in Harlem“ v Harlemu. V červnu vyšlo album Solid Ground zpěvačky Sary Wasserman, dcery Roba Wassermana, baskytaristy, který s Reedem hrál na několika albech. Sám Reed na albu hraje na kytaru. V červenci téhož roku hrál na kytaru na albu Havana Winter skupiny Kevin Hearn and Thin Buckle.

#### Po roce 2010

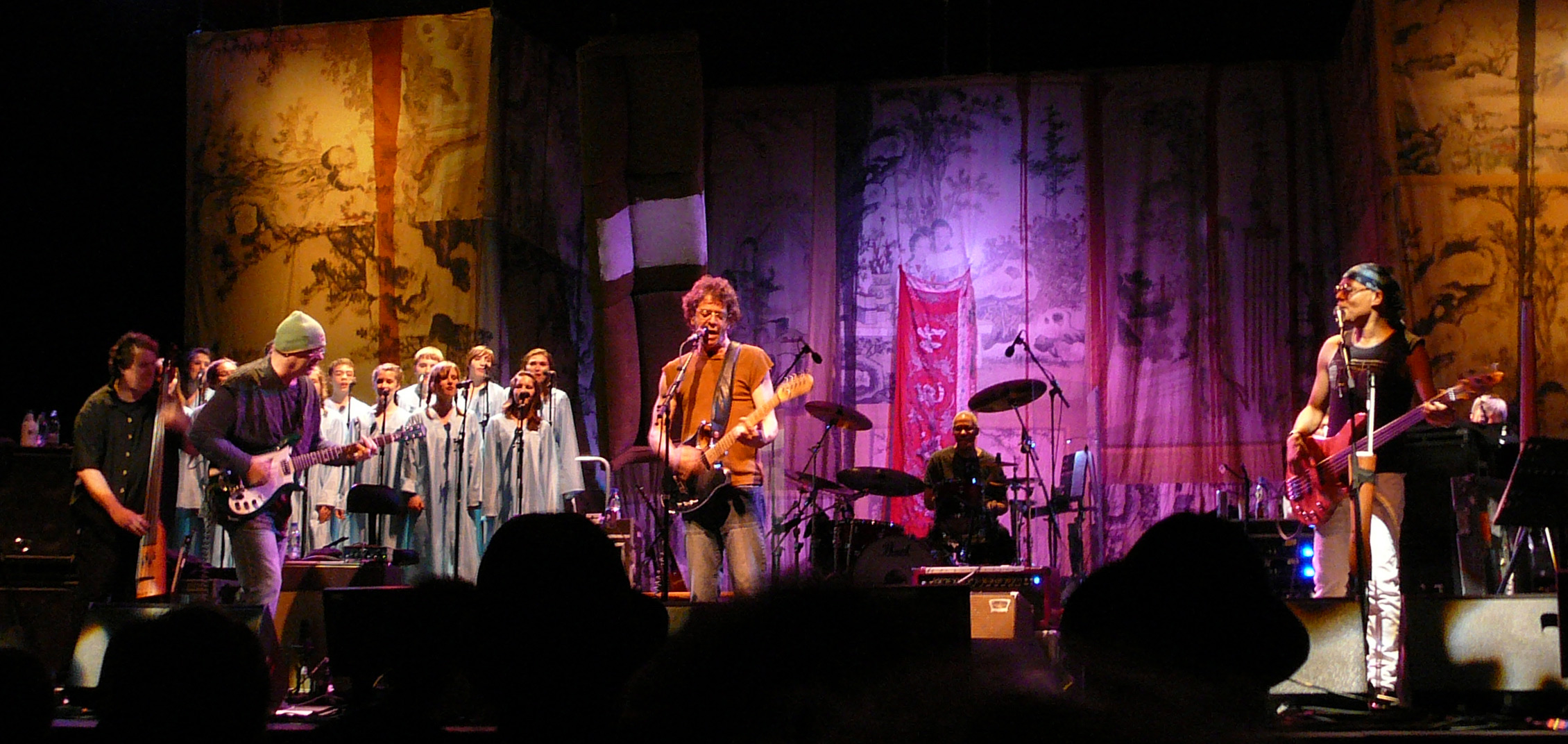
Reed představuje své album Berlin ve švédském Stockholmu v roce 2008

V roce 2010 zpíval ve skladbě „Some Kind of Nature“ na albu skupiny Gorillaz s názvem Plastic Beach. V tentýž rok byl jedním z producentů alba Homeland zpěvačky Laurie Anderson a byl režisérem filmu Rudá Shirley, ve kterém si povídá se svou stoletou sestřenicí Shirley Novick. Coververzí skladby „Peggy Sue“ přispěl také na album Rave On Buddy Holly. V roce 2011 znovu začal koncertovat se skupinou Metal Machine Trio a v tomtéž roce vydal nové album společně s thrash metalovou skupinou Metallica. Album obsahuje deset nových skladeb a jmenuje se Lulu. Několik dní před vydáním alba bylo celé volně k poslechu (nikoliv však ke stažení) na jejich společných stránkách. Většina recenzí na toto album nebyla pozitivní. Zpíval ve skladbě „The Bronx“ z alba The Road from Memphis od Booker T. Jonese a podílel se na albu Horses and High Heels zpěvačky Marianne Faithfull. V září 2011 vydal DVD Lollapalooza Live, na němž je zachycen koncert z festivalu Lollapalooza ze srpna 2009.
Lou Reed prý není fanouškem Susan Boyle, která byla objevena v pořadu Britain's Got Talent. Zakázal jí, aby zpívala coververzi jeho skladby „Perfect Day“ v pořadu America's Got Talent. Nakonec se však dohodli a zpěvačka jí nahrála a vydala na svém albu The Gift.
V lednu 2012 Reed a John Cale zažalovali Andy Warhol Foundation za licence k užívání žlutého banánu z obalu alba The Velvet Underground & Nico. 12. června vyšlo páté studiové album skupiny Metric pojmenované Synthetica. Reed na tomto albu hraje ve skladbě „The Wanderlust“.
V roce 2013 byl kvůli zdravotnímu stavu nucen zrušit několik plánovaných koncertů a nakonec v dubnu 2013 v Clevelandu prodělal transplantaci jater. Operace proběhla úspěšně, ale objevily se komplikace, na které 27. října toho roku v 71 letech podlehl. Poslední rozloučení s Reedem proběhlo v rodinném kruhu a následně byl zpopelněn. Hold mu vzdali takoví představitelé filmové a hudební kultury jako jsou David Byrne, Laurie Anderson, Patti Smith, David Bowie, Morrissey, Iggy Pop, Miley Cyrus, Paul Stanley, Samuel L. Jackson, The Who, Lenny Kravitz, Cyndi Lauper, Ricky Gervais, Tom Morello, Ryan Adams, Nikki Sixx nebo Elijah Wood. K jeho smrti se vyjádřili i Maureen Tuckerová a John Cale, poslední dva žijící členové klasické sestavy skupiny The Velvet Underground. Skupina Pearl Jam mu na koncertu v Baltimore věnovala píseň „Man of the Hour“ a pak zahrála jeho „I'm Waiting for the Man“. Skupina The Killers v den Reedovy smrti zahrála skladbu „Pale Blue Eyes“.

### Lou Reed a Česko
Lou Reed poprvé do Československa přijel v dubnu 1990, aby zde udělal rozhovor s Václavem Havlem pro časopis Rolling Stone. V tu dobu zde i neplánovaně koncertoval pro pražský underground v Galerii Dílo. V roce 1998 Reed vystoupil spolu s Milanem Hlavsou v Bílém domě, kam je jako své hosty vzal Václav Havel. 9. ledna 2005 se Reed objevil na benefičním koncertě v pražské Lucerně, kam přišel znovu spolu s Havlem. 10. ledna 2005 diskutoval spolu s Václavem Havlem ve Švandově divadle v rámci scénických rozhovorů. 17. března 2006 v Česku Reed vystoupil krátce po Johnu Caleovi, který v Praze hrál 9. března. V listopadu 2009 vystoupil Reed v Praze na výročním koncertu sametové revoluce, pořádaném Václavem Havlem. Záznam z koncertu vyšel v roce 2011 na DVD s názvem Už je to tady. 30. března 2012 se v New Yorku uskutečnil koncert s názvem „Love is Here to Stay“ (podle písně z Reedova alba Growing Up in Public), pořádalo jej České centrum v New Yorku na Manhattanu. Mimo Reeda zde vystoupili například Edward Einhorn, Ivan Král, Wendy Luers, Martin Palous, Ed Sanders a The Fugs, Suzanne Vega, David Soldier, Anthony Coleman, Ivan Bierhanzl nebo Jonathan Kane a další. Reed zde odrecitoval několik písní z aktuálního alba Lulu. Naposledy v Česku vystoupil 4. července 2012 v divadle Archa. Koncert hned počátkem koncertu věnoval Havlovi. Jako předskokan se zde představila zpěvačka Allison Weiss, která rovněž zpívala doprovodné vokály i při Reedově koncertě. O doprovod se postarali: jeho dlouholetý bubeník Tony Thunder Smith, baskytarista/kontrabasista Rob Wasserman, kytarista Aram Bajakian, kytarista/klávesista Kevin Hearn, houslista/kytarista Tony Diodore, saxofonista Ulrich Krieger a programátor elektronických efektů Sarth Calhoun. Poslední dva jmenovaní jsou rovněž členové jeho experimentální skupiny Metal Machine Trio.
| Koncerty v Česku   | Koncerty v Česku          | Koncerty v Česku                 |
| Datum              | Místo                     | Poznámky                         |
| ------------------ | ------------------------- | -------------------------------- |
| 13. června 1993    | Palác Kultury, Praha      | jako člen The Velvet Underground |
| 17. července 1996  | Kongresové centrum, Praha |                                  |
| 5. května 2000     | Lucerna, Praha            |                                  |
| 17. března 2006    | Kongresové centrum, Praha |                                  |
| 14. listopadu 2009 | Pražská křižovatka        |                                  |
| 4. července 2012   | Divadlo Archa, Praha      | předkapela: Allison Weiss        |

## Diskografie

### Studiová alba
- Lou Reed (1972)
- Transformer (1972)
- Berlin (1973)
- Sally Can't Dance (1974)
- Metal Machine Music (1975)
- Coney Island Baby (1975)
- Rock and Roll Heart (1976)
- Street Hassle (1978)
- The Bells (1979)
- Growing Up in Public (1980)
- The Blue Mask (1982)
- Legendary Hearts (1983)
- New Sensations (1984)
- Mistrial (1986)
- New York (1989)
- Songs for Drella (1990) – s Johnem Calem
- Magic and Loss (1992)
- Set the Twilight Reeling (1996)
- Ecstasy (2000)
- The Raven (2003)
- Hudson River Wind Meditations (2007)
- Lulu (2011) – s Metallicou

## Filmografie
- Screen Test #1 (1965)
- Screen Test #2 (1965)
- Screen Test #3 (1966)
- Screen Test #4 (1966)
- The Velvet Underground and Nico: A Symphony of Sound (1966)
- Jimi Hendrix (1973)
- One Trick Pony (1980) – jako Steve Kunelian
- Rock & Rule (1983)
- Get Crazy (1983) – jako Auden
- Píseň pro Davida (původní název: Permanent Record; 1988) – hraje sám sebe
- Faraway, So Close! (1993) – hraje sám sebe
- Vztek (1995) – jako Man with Strange Glasses
- Closure (1997) – hraje sám sebe
- Lulu na mostě (1998)
- Prozacový národ (2001) – hraje sám sebe
- Andy Warhol: Kompletní portrét (2001)
- John Lennon: Come Together (2001)
- Berlin: Live at St. Ann's Warehouse (2008) – hraje sám sebe
- Sedm epoch rocku (původní název: Seven Ages of Rock; 2008)
- Přestřelka v Palermu (2008) – hraje sám sebe
- Arthur a Maltazardova pomsta (2009) – animovaný film, pouze hlas
- Arthur a souboj dvou světů (2010) – animovaný film, pouze hlas
- Rudá Shirley (2010)